# Flavie Bahuaud
Flavie Bahuaud, née le 27 septembre 1991, est une rameuse française de haut niveau, membre de l'équipe de France d'aviron.

## Palmarès

### Championnats du monde
- 12e en quatre sans barreur aux Championnats du monde d'aviron 2017 à Sarasota
- 15e en deux sans barreur aux Championnats du monde d'aviron 2018 à Plovdiv

### Championnats du monde indoor
- 6e aux Championnats du monde indoor 2020 à Paris[3]

### Championnats du monde d'aviron de mer
- Médaille d'or aux Championnats du monde d'aviron de mer 2016 à Monaco[4]

### Championnats du monde universitaires
- Médaille de bronze en quatre sans barreur aux Championnats du monde universitaires 2014 à Gravelines[2],[5],[6]

### Championnats d'Europe
- 6e en deux sans barreur aux Championnats d'Europe d'aviron 2018 à Glasgow

### Championnats de France
- 15 podiums aux Championnats de France, et 4 titres[réf. nécessaire]
  - Vice-Championne de France 2018